# Joseph Kaspar Correggio
Joseph Kaspar Correggio (auch: Josef Correggio; * 3. August 1870 in Frankfurt am Main; † 10. März 1962 ebenda) war ein deutscher Maler und Illustrator.
Correggio signierte seine Werke mit „Jos. Correggio“. Sein vollständiger Geburtsname lautet Joseph Kaspar Correggio, manchmal wird der Namen in der zeitgenössischen Literatur auch mit Josef Correggio wiedergegeben. Ein Ausstellungskatalog von 1911 nennt beide Schreibweisen. Westermanns Monatshefte nutzt in einer Erwähnung zum 90. die Schreibweise Josef Correggio.

## Leben und Werk
Joseph Correggio wurde bereits als 12-jähriger Schüler von Heinrich Hasselhorst an der Städelschule, 1887 zog er nach München und studierte ab dem 13. Oktober 1888 an der Akademie unter Johann Caspar Herterich und Wilhelm von Diez.
Anschließend zog er wieder nach Frankfurt. Dort begann er als Pferde- und Porträtmaler. Angeblich soll er über 1000 Porträts geschaffen haben. Bald bekam er lukrative Aufträge in der Ausmalung von Gebäuden, insbesondere von Privathäusern entlang der Kaiserstraße, sowie Großgemälden für Kasinos und Kasernen, darunter den Auftrag für Arbeiten an der Rathauserweiterung und den Ratskeller (1904/05), aber auch den Hochaltar der Dreikönigskirche. 1911 war Correggio Mitglied der Jury der Jahresausstellung Frankfurter Künstler und stellte mit „Bei der Meute“ auch selbst ein Gemälde aus. Für die Waechtersbacher Keramik entwarf er zahlreiche Keramiken. Correggio war 1942 und 1943 auf der Großen Deutsche Kunstausstellung in München vertreten.

### Ratskeller

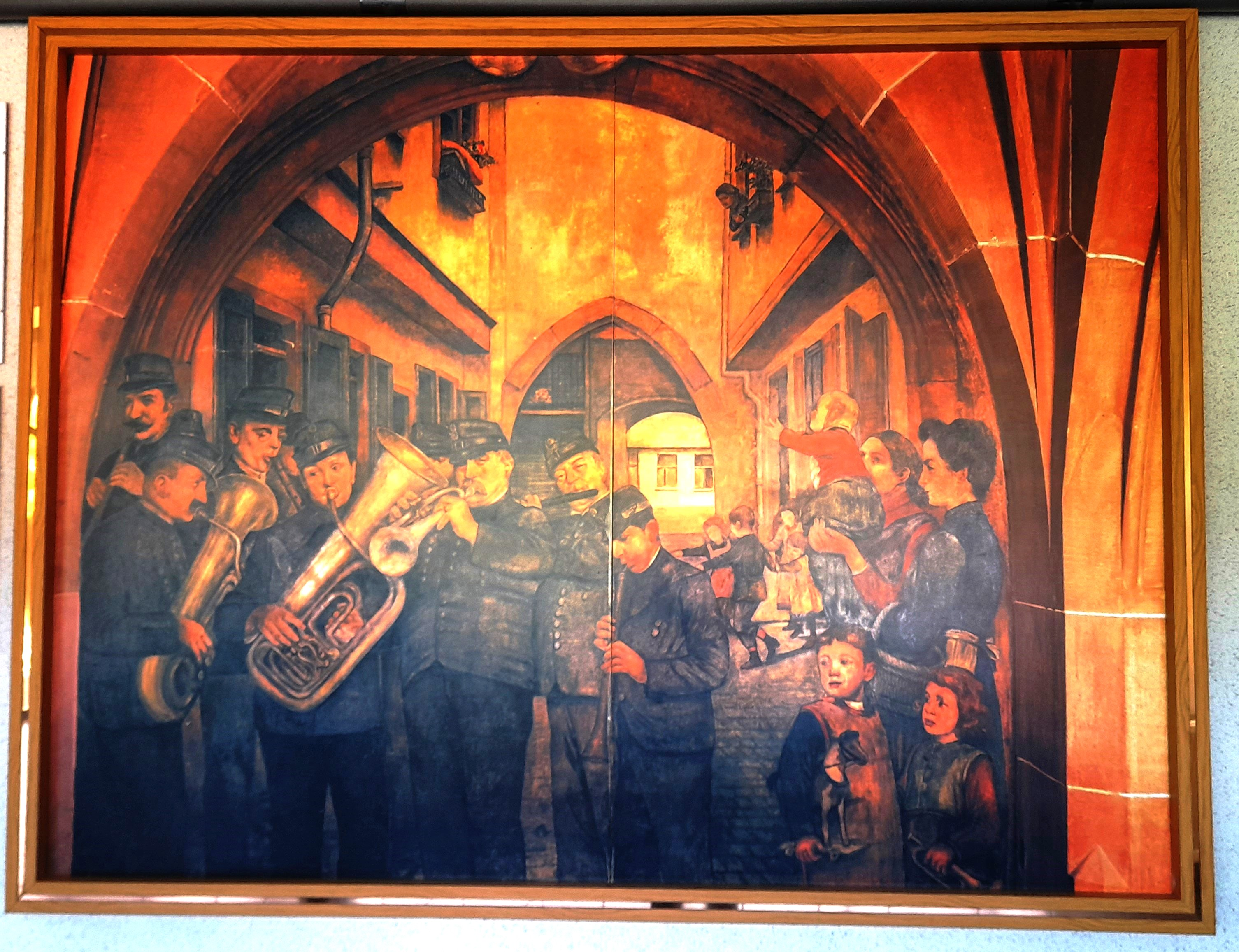
Replik des Freskos Rittersgrüner Bergkapelle von Joseph Kaspar Correggio in der Turnhalle Rittersgrün, das Original befindet sich im Ratskeller des Hauses zum Römer in Frankfurt/Main

Das wohl bekannteste Werk von Correggio ist der Ratskeller (welcher bis heute weitestgehend erhalten ist). Den ersten Auftrag bekam er als Gewinner eines Wettbewerbs. Schon zuvor hatte er Gaststätten ausgestattet und Arbeiten im Rathaus ausgeführt gearbeitet. Die Arbeiten am Ratskeller begannen 1905/1905. Eine zweite Phase wurde 1924/1925 ausgeführt. Aufgrund der Beliebtheit der „Rittersgrüner Bergkapelle“ widmete er dieser ein Fresko, welches auch deren Leiter Wilhelm Barthel („der dicke Fritz“) darstellt.
Correggio entwarf auch die Weinkarte des Lokals.
Der Ratskeller und das Cafe Buerose warben auf Postkarten mit der Ausmalung durch Correggio.

## Familie und Wohnhaus
Verheiratet war er mit der Künstlerin Katharina Correggio-Neidlinger, die er während seiner Studienzeit in München kennengelernt hatte. Neben ihrer künstlerischen Tätigkeit gründeten sie das Künstlerhilfswerk „Licht & Leben“.
Sie wohnten gemeinsam in der Arndtstraße 10 im vornehmen Frankfurter Westend. Das Haus wurde 1945 im Krieg beschädigt, die Familie bezog es erneut 1960 nach einer umfassenden Restaurierung. Erst um 2010 wurden vom Original erheblich abweichend gegliederte Fenster eingebaut und somit die Erscheinung des spätklassizistischen Wohnhauses verändert. Im Garten befinden sich noch einige Skulpturen aus dem Besitz des Künstlers.

## Werke

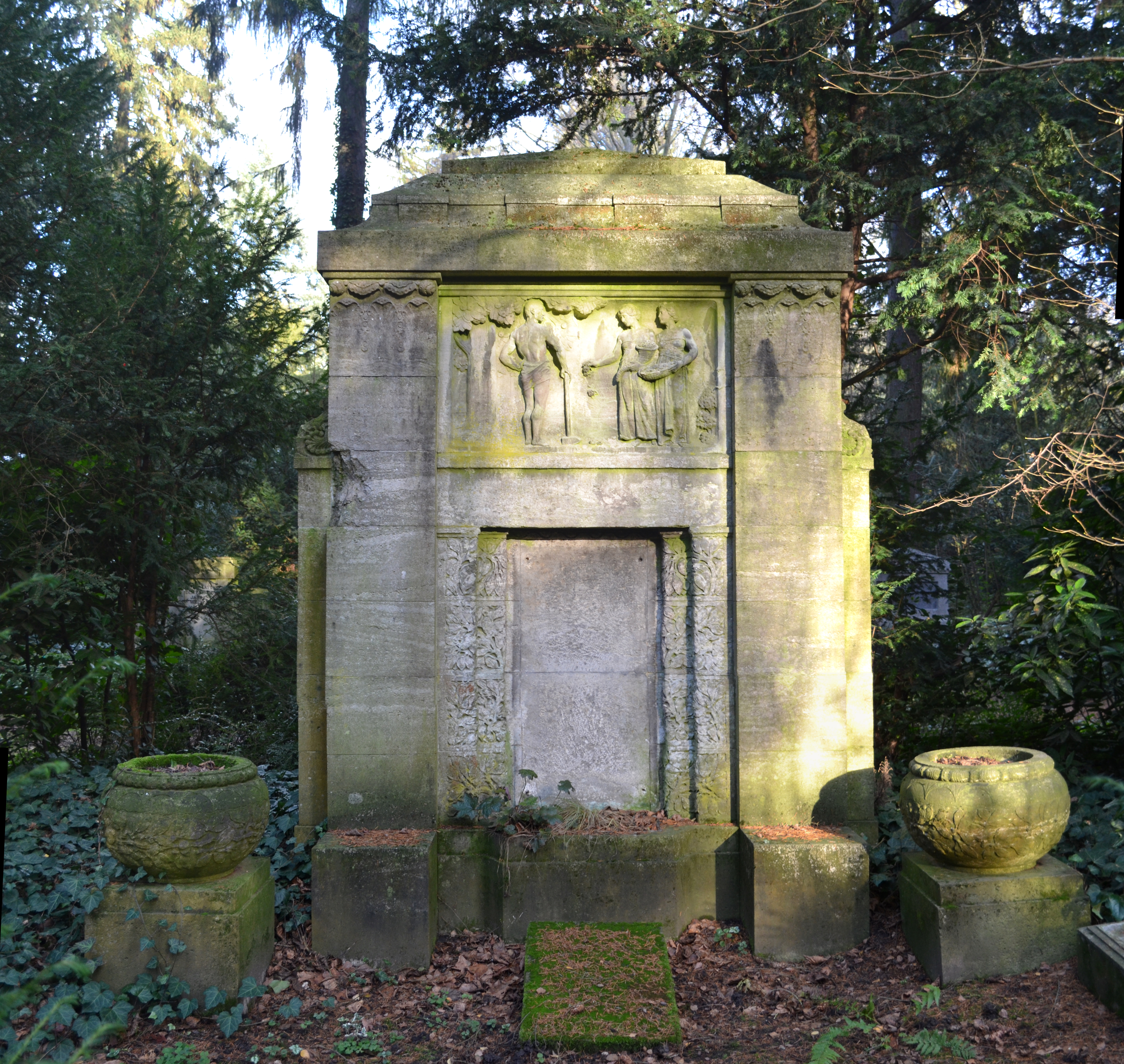
Grab V 157 Becker auf dem Frankfurter Hauptfriedhof. Das Relief stammt von Jos. Correggio.

### Gemälde und Zeichnungen
- Rheinische Hufschmiede
- Arbeitspferde, 1909
- Todesritt von Mars la-Tour
- Huntsmen on horseback
- Hufschmiede, Städelmuseum[7]
- Christbaummarkt auf dem Römerberg/Am Rententurm/Alte Brücke zum Dom
- Batterie des Feldartillerie Regiments 63, (ehemals Historisches Museum Frankfurt, seit 1945 verschollen)
- Friedhof der 89er im Caures-Wald vor Verdun (Kreidezeichnung), Historisches Museum Frankfurt
- Porträt (Gemälde) Heino Riese für die Dr. Senckenbergische Stiftung.[8]
- Porträt (Tuschezeichnung) Emil Claar, Universität Frankfurt[9]
- Gemälde für das Palais Thurn und Taxis in Frankfurt für Fürst Albert, nach 1945 in der Residenz in Regensburg.[10]
- Schäfer, Festsaal der Freimaurerloge zur Einigkeit, Frankfurt Kaiserstraße
- Rennplatz Iffezheim, Öl auf Leinwand, 61 cm × 80 cm, 1943
- Gefecht bei Curu Orman, 1920, Kassel

### Illustrationen
- Frankfurter Schulfibel (Illustrationen und Grafik)
- Weinkarte für den Ratskeller Frankfurt[11]
- Plakat „Wettstreit deutscher Männergesangvereine“, 1909 (ein Exemplar im Hessischen Landesmuseum Darmstadt)
- Postkarte „Ballonfahrt“ zur ILA, 1912
- Reklamemarken, z. B. für die Fotografieausstellung 1913
- Buch „Original-Steinzeichnungen des Frankfurter Kunstmalers Jos. Correggio: Zur Erinnerung an Deutschlands große Zeit“, 1916
- Zierteller „Römerberg-Festspiele“, Frankfurt 1935 (ein Exemplar im Germanischen Nationalmuseum)[12]